# Luali (Angola)
Luali es una localidad de Angola, constituida administrativamente como una comuna del municipio de Belize en la provincia de Cabinda.
En 2014, la comuna tenía una población de 1643 habitantes.
Se ubica unos 10 km al noroeste de la capital municipal Belize, junto a la frontera con la República del Congo.